# 1996年夏季残疾人奥林匹克运动会墨西哥代表团
1996年夏季残疾人奥林匹克运动会墨西哥代表团是墨西哥派出的1996年夏季残疾人奥林匹克运动会代表团。获得3枚金牌、5枚银牌和4枚铜牌。